# François-Xavier de Feller
François-Xavier de Feller (Bruxelles, 18 agosto 1735 – Ratisbona, 23 maggio 1802) è stato un gesuita, storico, teologo erudito e lessicografo belga.

## Biografia
Nato a Bruxelles, nel 1752 entrò nel collegio dei gesuiti di Reims, dove manifestò una grande attitudine per la matematica e le scienze naturali. Due anni dopo l'inizio del noviziato, aggiunse "Xavier" al proprio nome "François" in segno di ammirazione per San Francesco Saverio, l'apostolo delle Indie.  Alla fine del noviziato tornò in Belgio e divenne professore di teologia dapprima nel Lussemburgo e successivamente a Liegi. Nel 1764 ottenne la cattedra di teologia a Tyrnau, in Ungheria; nel 1771 tornò in Belgio e continuò l'attività di professore a Liegi fino alla soppressione dell'ordine dei Gesuiti nel 1773. Trascorse il resto della sua vita nello studio. Dopo l'invasione del Belgio da parte dell'esercito francesi nel 1794 si recò in Germania: dapprima a Paderborn (Vestfalia), dove rimase due anni, e successivamente a Ratisbona (Baviera), dove rimase il resto della vita.
L'attività letteraria di Feller è stata imponente: gli sono attribuiti più di 120 volumi. Nel 1773 ha pubblicato, sotto lo pseudonimo di "Flexier de Reval" (anagramma di "Xavier de Feller"), il suo Catéchisme philosophique. Nel 1781 apparve a Liegi il primo volume del Dictionnaire historique et littéraire, un dizionario biografico ristampato poi più volte fino al 1848 e tradotto anche in lingua italiana. Tra le sue altre più importanti opere: il Cours de morale chrétienne et de Littérature religieuse (Parigi, 1826), il Coup d'oeil sur le Congrès d'Ems (1787). Il Journal historique et littéraire, pubblicato nel Lussemburgo e a Liegi dal 1774 al 1794 in 70 volumi, è stato curato, e in gran parte scritto materialmente, da lui.

## Opere

Riflessioni sopra i 73 articoli della Pro-memoria presentata alla Dieta dell'Impero, sulle nunziature, da parte dell'arcivescovo elettore di Colonia. Tradotte dal francese, 1789

- Jugement d'un écrivain protestant touchant le Livre de Justinus Febronius, Leipzig, 1770 [Luxembourg ; sous le nom de Bar(d)t], ca. 56 p.
- Entretien de Voltaire et de M. P. P., docteur de Sorbonne, sur la nécessité de la religion chrétienne et catholique par rapport au salut, Liège, 1771, 8°, ca. 50 p.
- Lettre sur le Dîner du comte de Boulainvilliers, 1771, [s.l., s.d.] 20 p. 12°
- Observations philosophiques sur les systèmes de Newton, le mouvement de la terre et la pluralité des mondes etc. précédées d'une dissertation théologique sur les tremblements de la terre, les orages etc., Liège, 1771 , 180 p., 12°
- Flexier de Reval, Catéchisme philosophique, Liège, 1773, VIII, 596 p., 8°
- Flexier de Reval, Examen critique de l'histoire naturelle de M. de Buffon, Héritiers Chevaliers Luxembourg, 1773, 48 p., 8°
- Journal historique et littéraire, Luxembourg, Liège, 1773 - 1794, Maestricht ; interdit par édit Joseph II du 26 janvier 1788
- Flexier de Reval, Discours sur divers sujets de religions et de morale, Héritiers Chevalier Luxembourg, 1777, 2 vol., 470 + 465 p., 8° [aussi dans Migne : … orateurs sacrés LXV col. 9 à 344]
- Dictionnaire géographique-portatif etc., Paris, 1778, 2 vol., [16], 544 + 563 p.
- Examen impartial des époques de la nature de Mr. le Comte de Buffon, Héritiers Chevalier Luxembourg, 1780, 263 p., 8°
- Disquisitio philosophico-historico-theologica, etc., Héritiers Chevalier Luxembourg, 1780, 48 p., 8°
- Dictionnaire historique, Augsbourg, t. I (1781) XVI , 134, 574 p. + t. II (1782) 692 p. + t. III (1782) 747 p. + t. IV (1783) 678 p. + t V (1783) 768 p. + t VI (1784) 752 p., 8°
- Véritable état du différent élevé entre le Nonce apostolique de Cologne et les trois Electeurs ecclésiastiques, Düsseldorf [Cologne], 1787, 126 p.
- Supplément au véritable état du différent élevé entre le Nonce apostolique de Cologne et les trois Electeurs ecclésiastiques, 1787, 25 p., 8°
- Coup d'œil sur le Congrès d'Ems, précédé d'un second Supplément au Véritable État, Düsseldorf, 1787, 282 p. 8°
- Recueil des représentations, protestations et réclamations, 1787-1790, 17 vol.
- Supplément au recueil : Recueil des mémoires sur le commerce des Pays-Bas autrichiens, suivi d'un recueil complet des pièces relatives à la pêche nationale, [s.l.] 1787, 400 p., 8°
- Lettres concernant la prescription du Journal historique et littéraire, avec quelques notes de l'éditeur, 1788, [s.l.] 12 p., 8°
- Réflexions sur les 73 articles du Pro Memoria, présentés à la Diète d'Empire, touchant les nonciatures de la part de l'Archevéque-Electeur de Cologne. Ratisbona [Colonia], 1788, 240 p., 8°
  -  Riflessioni sopra i 73 articoli della Pro-memoria presentata alla Dieta dell'Impero, sulle nunziature, da parte dell'arcivescovo elettore di Colonia. Tradotte dal francese, Milano, 1789.
- Défense des réflexions sur le Pro Memoria de Cologne, suivie de l'examen du Pro Memoria de Salzbourg, Ratisbona, 1789, 130 p., 8°
- Extrait d'une lettre de M.F.X.D.F. à M. le C.A. Tyrnau, 1790, 94 p., 8°
- Itinéraire, ou voyages M. l'abbé de Feller en diverses parties de l'Europe, Liegi e Parigi, 1820, 2 vol. 507 + 577 p., 8°